# Oreobates choristolemma
Oreobates choristolemma is een kikker uit de familie Strabomantidae. De soort komt voor in Bolivia.